# Modulární školka

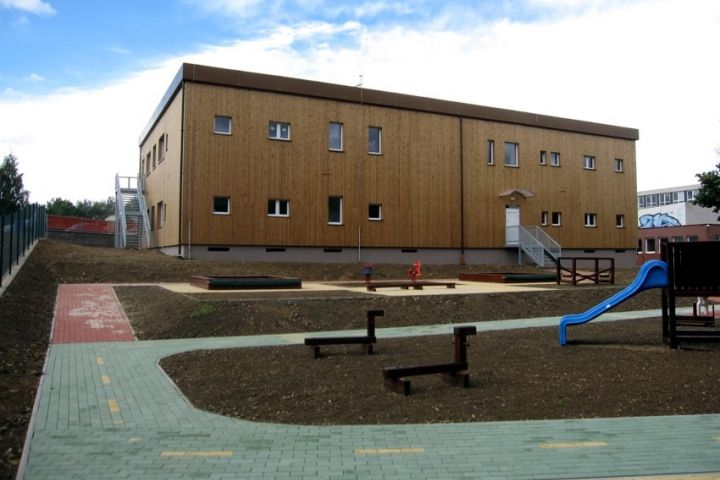
Modulární školka v Jihlavě - pohled ze dvora

Modulární školka je mateřská škola vystavěná principem modulární výstavby, tedy pomocí prefabrikovaných prostorových modulů. Zásadními motivy pro výstavbu mateřských škol touto metodou jsou především vysoká rychlost výstavby a snadná možnost následné dostavby či případné demontáže a převozu na jiný pozemek.
Výstavba školek je tedy díky těmto vlastnostem velmi pružná. Jednu kompletně vybavenou mateřskou školu dnes zvládnou odborníci postavit s přehledem za šest týdnů. Tak jsou schopny obce flexibilně reagovat na tzv. baby boom a zvýšenou poptávku po umístění dětí do mateřských škol. Jak dodávka stavby, tak i jindy zdlouhavý proces stavebního povolení, zaberou mnohem kratší čas. Modulární (tedy přenosná) mateřská škola se postaví tam, kde je nedostatek kapacit a jakmile vytíženost pomine, tak se jednoduše celá budova nebo její část přemístí tam, kde je dětí dostatek nebo se prodá pro jiné účely bez vazby na pozemek, na kterém budova stojí. Modulární školky bývají zpravidla i méně finančně náročné než klasické, vystavěné tradiční metodou. Školská zařízení dnes již také lze vybudovat z tzv. nízkoenergetických modulů, kdy jsou moduly speciálně upraveny tak, aby zajistily komfortní vnitřní prostředí a zároveň šetřily energii na vytápění. 
Nevýhodou modulárních školek může být uniformita a dočasný laciný charakter prostředí ve kterém se pohybují nejmenší děti. Snaha architektů, nové možnosti, technologie a materiály však dnes eliminují tato negativa a stále přibývá kvalitních příkladů.

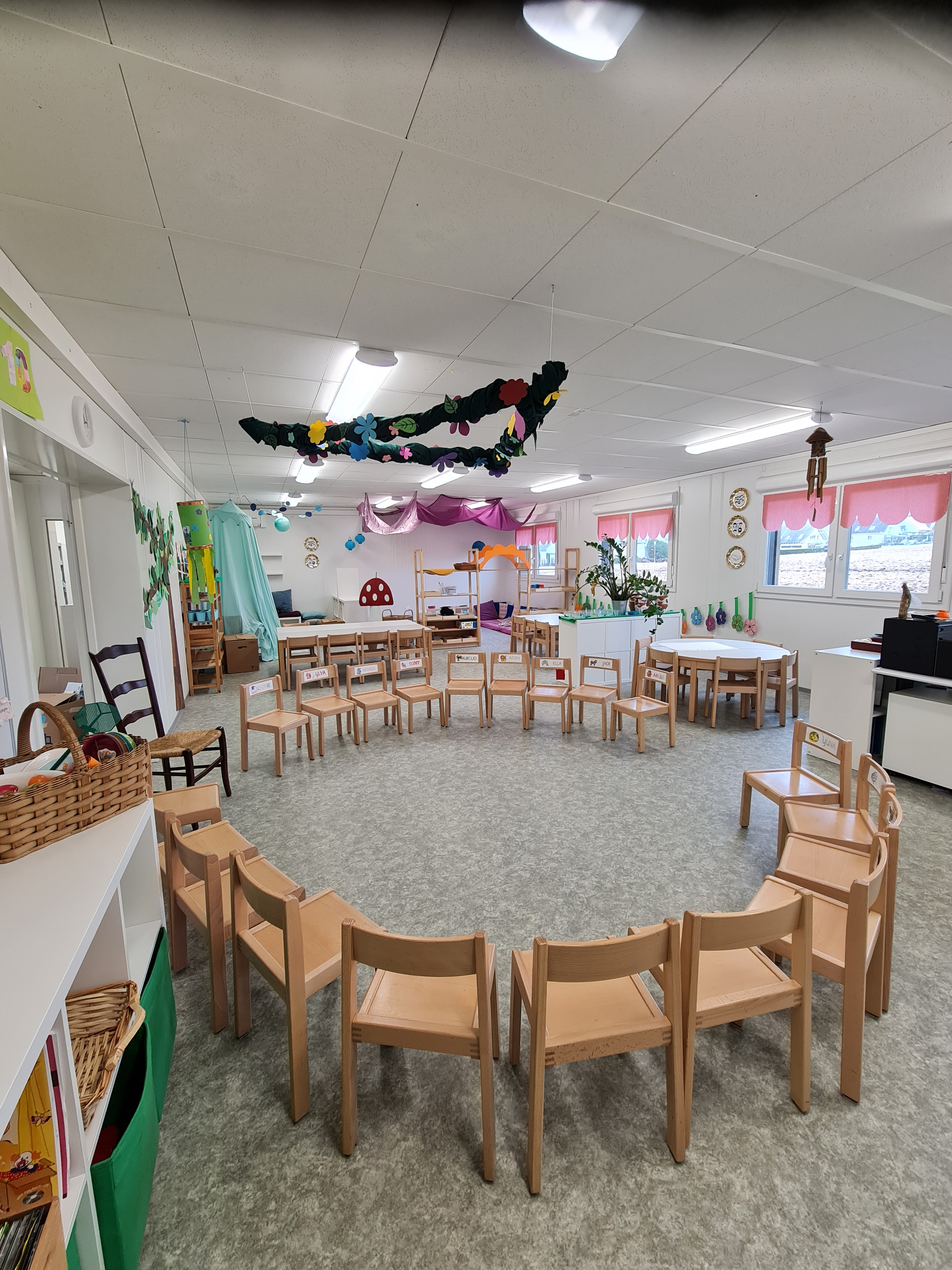
Modulární mateřská školka, interiér školky, prostory pro děti

## Současná situace
V současné době[kdy?] je výstavba modulárních škol a mateřských škol běžná ve vyspělých zemích po celém světě. V západní Evropě je běžný i pronájem těchto přenosných škol a školek. I na území České republiky bylo vystavěno několik modulárních objektů mateřských škol. Uplatnily se zejména v obcích, kde bylo zapotřebí rychle reagovat na přírůstek předškolního obyvatelstva, nebo v obcích postižených např. povodněmi.